# Схелдепрейс
Схелдепрейс или Приз Шельды (нидерл. Scheldeprijs) — ежегодная шоссейная однодневная велогонка, проводящаяся в бельгийской провинции Антверпен.
Впервые состоявшаяся в 1907 году, это самое старое из ныне существующих велосипедных событий во Фландрии, безумно велосипедной северной части Бельгии. Её проведение прерывалось только 7 раз во время обеих мировых войн и 2012 году она праздновала своё 100-е издание.

## История
Первый Схелдепрейс, организованный Антверпенским отделением Бельгийской федерации велосипедного спорта (BWB), состоялся 8 июля 1907 года, что сделало его старейшей велогонкой во Фландрии. Более известный Тур Фландрии, один из монуменов велоспорта, появился шесть лет спустя. Дебютную гонку в 1907 году выиграл француз Морис Летюржи. Затем на протяжении 46 лет успех праздновали только бельгийские велогонщики, прежде чем в 1953 году победил другой небельгиец, голландец Ханс Деккерс.
После окончания мировых войн Схелдепрейс стала относительно заметной в велокалендаре. До 1986 года гонка проводилась в конце июля — начале августа. Затем переехала на конец апреля, в первую среду после Париж — Рубе. В 2010 году, после того как Схелдепрейс был приобретен компанией Flanders Classics, гонка поменялась датами с Гент — Вевельгемом и с тех пор проводится в также среду, но теперь между Туром Фландрии и Париж — Рубе.
Своим названием гонка обязана местной реки Шельда нидерл. Schelde. По ходу истории она сменила несколько названий: Приз Шельды Фландрии (Scheldeprijs Vlaanderen), Приз Шельды Схотена (Scheldeprijs Schoten), Гран-при Шельды (Grote Scheldeprijs); в 2011 году "Grote" убрали, и Схелдепрейс получила самое короткое имя за всё время.
В 2005 году вошла в календарь UCI Europe Tour c категорией 1.HC. Организацией занимается Flanders Classics.
Гонка считается соревнованием спринтеров. Среди её победителей можно выделить таких выдающихся гонщиков как Эдди Меркс, Рик ван Лой, Марио Чиполлини, Фредди Мартенс, Роджер де Вламинк, Эрик Цабель, Алберик Схотте, Стан Окерс, Жорж Ронссе, Марк Кавендиш и Том Боонен. Немецкий спринтер Марсель Киттель является рекордсменом с пятью победами.
Йохан Мюзеу, занимавший второе место в 1992 и 1997 годах, выбрал соревнование 2004 года в качестве своей последней гонки, сказав:

Я мог бы уйти в отставку после Париж — Рубе, но я чувствовал, что важно, чтобы моя последняя гонка была в Бельгии. Scheldeprijs - отличная гонка, и мне особенно нравится старт на рыночной площади в Антверпене.
Оригинальный текст (англ.)I could have retired after Paris–Roubaix but I felt it important that my last race should be in Belgium. The Scheldeprijs is a great race and I especially love the start in Antwerp market place.

## Маршрут
Ключевыми пунктами гонки всегда были столица региона Антверпен и Схотен.
В первые годы маршрут начинался и заканчивался в Антверпене, финишируя на снесённом в настоящее время Зюренборгском велодроме. Позже старт переехал в Мерксем, а затем в Дёрн на окраине Антверпена. В 1996 году старт переместился обратно в центр Антверпена.
До 2018 года гонка проводился исключительно в Бельгии. В последнее время в Антверпене располагался церемониальный (фиктивный) старт, а фактический (нулевой километр) в Схотене, что в нескольких километрах к северо-востоку. Далее маршрут состоял из одного 155-километрового круга в сельской местности провинции Антверпен. После этого следовал, проходящий три раза, 15-километровый круг в окрестностях Схотена который включал в себя семь мощёных участков протяжённостью от 1300 до 3000 метров. Финиш располагался на берегу реки Шельды в центре Антверпена на площади Гроте Маркт напротив Антверпенской ратуши.
Начиная с 2018 года гонка начинается в Тернёзене, затем проходит через западный туннель Шельды до того, как старт состоится возле Эллеваутсдейке. Маршрут проходит 129,8-километровую дистанцию по островам Валхерен, северный и южный Бевеланд в провинции Зеландия в Нидерландах, затем пересекает границу с Бельгией, далее проходятся три финишных круга. Финиш расположен у Черчиллана в Схотене.
Общая протяжённость дистанция составляет от 200 до 210 километров.

## Призёры
| Год                                                 | Победитель           | Второй                  | Третий                  |
| --------------------------------------------------- | -------------------- | ----------------------- | ----------------------- |
| 1907                                                | Морис Летюржье       | Эжен Плато              | François Verstraeten    |
| 1908                                                | Адриен Кранскенс     | Guido De Vogelaere      | Jules Bayens            |
| 1909                                                | Раймон Ван Парейс    | Jules Wiot              | Georges Baets           |
| 1910                                                | Флоран Лёйкс         | Jozef Bouw              | Louis Valckenaers       |
| 1911                                                | Флоран Лёйкс         | Frans Tyck              | Жан Ван Ингельгем       |
| 1912                                                | Йозеф Ван Веттер     | Frans Tyck              | August Vermeylen        |
| 1913                                                | Йозеф Ван Веттер     | August Vermeylen        | Louis Ysermans          |
| 1914                                                | Октав Жак            | Guillaume Perwez        | Edmond Dessy            |
| 1915-1918 не проводилась из-за Первой мировой войны |                      |                         |                         |
| 1919                                                | Исидор Механт        | Karel Block             | Марсель Бюссе           |
| 1920                                                | Виктор Ленарс        | Жан-Батист Моссельман   | Jacques Bervoets        |
| 1921                                                | Рене Вермандель      | Исидор Механт           | Jacques Van Ruysseveldt |
| 1922                                                | Флоран Ванденберг    | Хенри Муренхаут         | Альфонс Ван Хейк        |
| 1923                                                | Эмиль Толлембек      | Морис Де Вале           | Денис Версхурен         |
| 1924                                                | Рене Вермандель      | Денис Версхурен         | Арман Ван Бруане        |
| 1925                                                | Карел Ван Хассел     | André Verbist           | Хенри Хувенаэрс         |
| 1926                                                | Марсель Клоке        | Van Kampenhout          | Маринус Валентейн       |
| 1926 (2)                                            | Йозеф Дервас         | Ян Мертенс              | Louis De Lannoy         |
| 1927                                                | Жорж Ронссе          | Арман Ван Бруане        | Rémi Van Impe           |
| 1928                                                | Йозеф Дервас         | André Verbist           | Ян Мертенс              |
| 1929                                                | Йозеф Ваутерс        | André Verbist           | Альфред Хамерлинк       |
| 1930                                                | Денис Версхурен      | Йозеф Ваутерс           | August Reyns            |
| 1931                                                | Годфрид Де Вохт      | Одиль Ван Хевель        | Денис Версхурен         |
| 1932                                                | Годфрид Де Вохт      | Денис Версхурен         | Огюст Вердик            |
| 1933                                                | Ян-Йозеф Хореманс    | Луи Хардиквест          | Луис Дейрло             |
| 1934                                                | Леон Томми           | Альфред Хамерлинк       | Жозеф Муренхаут         |
| 1935                                                | Жерар Лонке          | Эдвард Виссерс          | Густаф Делор            |
| 1936                                                | Марсель Ван Схил     | Франс Ван Хассель       | Камилль Михельсен       |
| 1937                                                | Сильвен Грисолль     | Михел Д'Хоге            | Йос Хютс                |
| 1938                                                | Антуан Диньеф        | Aloïs De Bruyne         | Ахил Бёйссе             |
| 1939                                                | Ахил Бёйссе          | Auguste Toubeau         | Роже Вандендрише        |
| 1940 00000не проводилась                            |                      |                         |                         |
| 1941                                                | Стан Окерс           | Одиль Ван Ден Мерссхаут | Emilie Faignaert        |
| 1942                                                | Луис Бюссопс         | Lode Janssens           | Hector Bruneel          |
| 1943                                                | Элой Мёленберг       | Roger Van Melkebeke     | Роберт Ван Энаме        |
| 1944-1945 не проводилась из-за Второй мировой войны |                      |                         |                         |
| 1946                                                | Стан Окерс           | Эрнест Стеркс           | Густаф Ван Оверлоп      |
| 1947                                                | Рене Мертенс         | Альберт Серкю           | Henri Bauwens           |
| 1948                                                | Ахил Бёйссе          | Frans Knaepkens         | Теофил Мидделкамп       |
| 1949                                                | Роже Де Корт         | Валер Оливье            | Эрнест Стеркс           |
| 1950                                                | Андре Питерс         | Лоде Пульс              | Эрнест Стеркс           |
| 1951                                                | Эрнест Стеркс        | Валер Оливье            | Жорж Клас ст.           |
| 1952                                                | Роже Де Корт         | Карел Де Баре           | Эрнест Стеркс           |
| 1953                                                | Ханс Деккерс         | Leo Buyst               | Карел Де Баре           |
| 1954                                                | Роже Декок           | Willy Lauwers           | Эрнест Стеркс           |
| 1955                                                | Алберик Схотте       | Марсель Янссенс         | Йозеф Де Фейтер         |
| 1956                                                | Рик Ван Лой          | Марсель Янссенс         | Кай Аллан Ольсен        |
| 1957                                                | Рик Ван Лой          | Рик Лёйтен              | Ян Ван Гомпель          |
| 1958                                                | Раймон Вранкен       | Франс Ван Ловерен       | Йос Ван Бал             |
| 1959                                                | Вилли Бутзен         | Люсьен Демунстер        | Йос Ван Бал             |
| 1960                                                | Пит Уллибрандт       | Марсель Бёйс            | Мишель Столкер          |
| 1961                                                | Раймон Вранкен       | Марсель Янссенс         | Piet van Hees           |
| 1962                                                | Пит Уллибрандт       | Гийом Ван Тонгерлоо     | Виктор Ван Схил         |
| 1963                                                | Пит Уллибрандт       | Гийом Ван Тонгерлоо     | Hugo Hellemans          |
| 1964                                                | Йос Хувенарс         | Йос Гюисманс            | Франс Эренхуст          |
| 1965                                                | Вилли Ваннитсен      | Луис Прост              | Йос Гюисманс            |
| 1966                                                | Йозеф Спрёйт         | Henri Pauwels           | Луис Прост              |
| 1967                                                | Паул Ин'т Вен        | Хенк Нейдам             | Жозеф Мати              |
| 1968                                                | Эдвард Селс          | Харри Стевенс           | Герард Вианен           |
| 1969                                                | Вальтер Годефрот     | Роже Де Вламинк         | Маринус Вэгманс         |
| 1970                                                | Роже Де Вламинк      | Рафаэль Хойбергс        | Alfons Scheys           |
| 1971                                                | Густаф Ван Росбрук   | Франс Ментьенс          | Йохан Де Мёйнк          |
| 1972                                                | Эдди Меркс           | Херман Ван Спрингел     | Вилли Планкарт          |
| 1973                                                | Фредди Мартенс       | Луи Веррейдт            | Марк Демейер            |
| 1974                                                | Марк Демейер         | Жюльен Стивенс          | Энгельберт Опдебик      |
| 1975                                                | Рональд Де Витте     | Дитрих Турау            | Фредди Мартенс          |
| 1976                                                | Франс Вербек         | Роже Де Вламинк         | Франс Ван Лой           |
| 1977                                                | Марк Демейер         | Людо Петерс             | Ronan De Meyer          |
| 1978                                                | Дитрих Турау         | Martin Havik            | Aad van den Hoek        |
| 1979                                                | Даниэль Виллемс      | Франк Хосте             | Альфонс Де Вольф        |
| 1980                                                | Людо Петерс          | Рене Мартенс            | Ян Рас                  |
| 1981                                                | Ад Вейнандс          | Вилли Тейрлинк          | Йос Джейкобс            |
| 1982                                                | Людо Шургерс         | Ян Невенс               | Charles Jochums         |
| 1983                                                | Ян Богарт            | Людо Шургерс            | Франк Хосте             |
| 1984                                                | Людо Петерс          | Жан-Мари Вамперс        | Людвиг Вейнантс         |
| 1985                                                | Адри ван дер Пул     | Людвиг Вейнантс         | Марк Сержант            |
| 1986                                                | Жан-Поль Ван Поппель | Вим Аррас               | Эрик Вандерарден        |
| 1987                                                | Этьенн Де Вилде      | Жан-Поль Ван Поппель    | Марникс Ламейре         |
| 1988                                                | Жан-Поль Ван Поппель | Эдди Планкарт           | Ханс Дамс               |
| 1989                                                | Жан-Мари Вамперс     | Франк Хосте             | Джон ван ден Аккер      |
| 1990                                                | Джон Тален           | Эрик Вандерарден        | Йохан Мюзеув            |
| 1991                                                | Марио Чиполлини      | Ян Богарт               | Йохан Капио             |
| 1992                                                | Вильфрид Нелиссен    | Йохан Мюзеув            | Мишель Корнелиссе       |
| 1993                                                | Марио Чиполлини      | Вильфрид Нелиссен       | Giuseppe Citterio       |
| 1994                                                | Петер Ван Петегем    | Дирк Де Вольф           | Джамолидин Абдужапаров  |
| 1995                                                | Россано Брази        | Peter Roes              | Giovanni Fidanza        |
| 1996                                                | Франк Ванденбрук     | Том Стелс               | Эрик Вандерарден        |
| 1997                                                | Эрик Цабель          | Йохан Мюзеув            | Андрей Чмиль            |
| 1998                                                | Сервус Кнавен        | Леон Ван Бон            | Барт Лейсен             |
| 1999                                                | Ерун Блелевенс       | Эрик Цабель             | Тристан Хоффман         |
| 2000                                                | Эндрио Леони         | Ерун Блелевенс          | Леон Ван Бон            |
| 2001                                                | Эндрио Леони         | Ерун Блелевенс          | Курт Асле Арвесен       |
| 2002                                                | Робби Макьюэн        | Том Стелс               | Стефан Ван Дейк         |
| 2003                                                | Людовик Капелле      | Яан Кирсипуу            | Штеффен Радохла         |
| 2004                                                | Том Бонен            | Робби Макьюэн           | Симоне Кадамуро         |
| 2005                                                | Торвальд Венеберг    | Томас Вайткус           | Симоне Кадамуро         |
| 2006                                                | Том Бонен            | Стевен де Йонг          | Герт Стегманс           |
| 2007                                                | Марк Кавендиш        | Робби Макьюэн           | Герт Стегманс           |
| 2008                                                | Марк Кавендиш        | Том Бонен               | Робби Макьюэн           |
| 2009                                                | Алессандро Петакки   | Кенни Ван Хуммель       | Доминик Роллен          |
| 2010                                                | Тайлер Фаррар        | Робби Макьюэн           | Роберт Фёрстер          |
| 2011                                                | Марк Кавендиш        | Денис Галимзянов        | Евгений Гутарович       |
| 2012                                                | Марсель Киттель      | Тайлер Фаррар           | Тео Бос                 |
| 2013                                                | Марсель Киттель      | Марк Кавендиш           | Барри Маркус            |
| 2014                                                | Марсель Киттель      | Тайлер Фаррар           | Данни Ван Поппель       |
| 2015                                                | Александер Кристофф  | Эдвард Тёнс             | Евгений Гутарович       |
| 2016                                                | Марсель Киттель      | Марк Кавендиш           | Андре Грайпель          |
| 2017                                                | Марсель Киттель      | Элиа Вивиани            | Насер Буханни           |
| 2018                                                | Фабио Якобсен        | Паскаль Аккерман        | Кристофер Лоулесс       |
| 2019                                                | Фабио Якобсен        | Макс Вальшайд           | Кристофер Лоулесс       |
| 2020                                                | Калеб Юэн            | Никколо Бонифацио       | Бриан Кокар             |
| 2021                                                | Йеспер Филипсен      | Сэм Беннетт             | Марк Кавендиш           |
| 2022                                                | Александер Кристофф  | Данни Ван Поппель       | Сэм Уэлсфорд            |
| 2023                                                | Йеспер Филипсен      | Сэм Уэлсфорд            | Марк Кавендиш           |
| 2024                                                | Тим Мерлир           | Йеспер Филипсен         | Дилан Груневеген        |
| 2025                                                |                      |                         |                         |

- В 1926 году было проведено две гонки. Сначала среди любителей[12][13], а затем среди профессионалов.[14]
- В 1985 году третье место занял бельгиец Марк Сержант, но позднее он был дисквалифицирован. Перераспределение мест не производилось.[15]
- В 1993 году третье место занял бельгиец Вильфрид Нелиссен, но позднее он был дисквалифицирован. Перераспределение мест не производилось.[15]